# Ghanaur
Ghanaur là một thị xã và là một nagar panchayat của quận Patiala thuộc bang Punjab, Ấn Độ.

## Địa lý
Ghanaur có vị trí 30°20′B 76°37′Đ / 30,33°B 76,61°Đ Nó có độ cao trung bình là 255 mét (836 feet).

## Nhân khẩu
Theo điều tra dân số năm 2001 của Ấn Độ, Ghanaur có dân số 5754 người. Phái nam chiếm 53% tổng số dân và phái nữ chiếm 47%. Ghanaur có tỷ lệ 64% biết đọc biết viết, cao hơn tỷ lệ trung bình toàn quốc là 59,5%: tỷ lệ cho phái nam là 68%, và tỷ lệ cho phái nữ là 60%. Tại Ghanaur, 12% dân số nhỏ hơn 6 tuổi.